# Desmodora hirsuta
Desmodora hirsuta är en rundmaskart som först beskrevs av Benjamin G. Chitwood 1936.  Desmodora hirsuta ingår i släktet Desmodora och familjen Desmodoridae. Inga underarter finns listade i Catalogue of Life.